# Herbert Kotzab
Herbert Kotzab (* 1965 in Wien) ist ein österreichischer Logistikwissenschaftler. Er ist seit 2011 Professor an der Universität Bremen für ABWL und Logistikmanagement.

## Leben
Herbert Kotzab studierte Management an der Wirtschaftsuniversität Wien und schloss 1991 als Mag. rer. soc. oec. ab. Er wurde ebendort 1996 zum Dr. rer soc. oec (summa cum laude) promoviert und habilitierte sich 2002 für die Betriebswirtschaftslehre. 2003 wurde ihm der Kardinal-Innitzer-Förderungspreis für Sozial- und Wirtschaftswissenschaften verliehen.
Kotzab ist als Gutachter zahlreicher internationaler Fachzeitschriften tätig. Er ist Mitglied und war Vorsitzender der wissenschaftlichen Kommission Logistik im Verband der Hochschullehrer für Betriebswirtschaft.

## Veröffentlichungen (Auswahl)
- C. Georgi, I.-L. Darkow, H. Kotzab: The Intellectual Foundation of the Journal of Business Logistics and its Evolution between 1978 and 2007. In: Journal of Business Logistics. Vol. 31, No. 2, 2010, S. 63–109.
- E. Hofmann, H. Kotzab: A Supply Chain-Oriented Approach of Working Capital Management. In: Journal of Business Logistics. Vol. 31, No. 2, 2010, S. 305–330.
- T. Gudehus, H. Kotzab: Comprehensive Logistics: A Handbook. Berlin 2009, ISBN 978-3-540-30722-8.